# اسماعیل افندی‌اف
اسماعیل محمود اوغلو افندی‌اف بازیگر و کارگردان اهل کشور جمهوری آذربایجان بوده‌است. وی در فیلم افق جدید بازی کرده بود.